# Araxa
|  | No s'ha de confondre amb Araxá. |

Araxa (elamita Harakqa, accadià Arahu) és el nom en antic persa del cap de la rebel·lió babilònia contra Darios I de Pèrsia. La revolta va esclatar al districte de Dubala al sud de la ciutat de Babilònia (a Ur segons la inscripció de Bishutun), i es va estendre cap a la capital provincial que va quedar en poder dels rebels. Fill de Nabònides.

## Descripció
Araxa fou proclamat rei amb el nom de Nebuchadnezzar o Nabucodonosor IV. Per un temps no gaire llarg (uns tres mesos) va dominar tota la província; documents de Babilònia, Sippar, Borsippa i Uruk apareixen datats com al seu any I de regnat a partir de la data del 15 d'agost del 521 aC. Segurament el seu regne es comptava com a continuació del de Nidintu-Bel (Nebuchadnezzar o Nabucodonosor III) del que apareixen documents de Babilònia de l'any 522 aC. Segons les versions persa i elamita de la inscripció de Bishutun era d'ètnia armènia però segons la versió babilònia era urartià i fill de Haldita, nom teòfor d'Haldi (Gran) el gran deu del panteó urartià. Darius I hi va enviar un exèrcit dirigit per Vindafarna (Intaphernes) i va derrotar les forces d'Araxa el 27 de novembre del 521. Les forces rebels estaven formades per 2.497 homes. Araxa fou fet presoner i empalat a Babilònia per orde del rei junt amb els seus principals seguidors. Tradicionalment aquesta revolta s'havia datat el 517 aC-516 aC però elements més recents l'han pogut situar molt més propera a la de Nabucodonosor III.